# Austrosticta soror
Austrosticta soror är en trollsländeart som beskrevs av Sjöstedt 1917. Austrosticta soror ingår i släktet Austrosticta och familjen Isostictidae. Inga underarter finns listade i Catalogue of Life.